# Nerwiowie

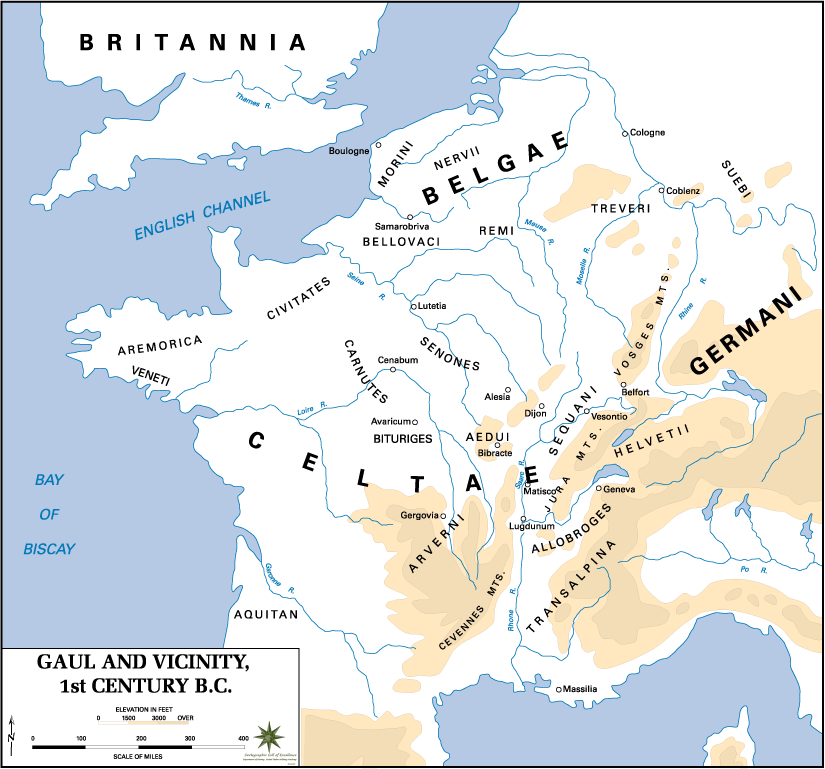
Galia w I w. p.n.e.

Nerwiowie (łac. Nervii) – lud celtycki zamieszkały nad rzeką Scaldis w Galii Belgice, ze stolicą w Bagacum (dzisiejsze: Bavay).
Brali udział w wojnie z Cezarem w latach 58 p.n.e.-57 p.n.e., pobici pod Sabis w 57 p.n.e. Prawdopodobnie w latach 56 p.n.e.-52 p.n.e. jeszcze organizowali lub uczestniczyli w powstaniach przeciw Rzymianom, które jednak zakończyły się klęską. W kolejnych latach nie występowali już przeciw Rzymowi. Ostatecznie podbici i ujarzmieni przez Cezara, zostali włączeni do rzymskiej Galii Belgiki w 22 p.n.e. podczas reformy administracyjnej Galii, przeprowadzonej przez Oktawiana Augusta.